# Багенський Іван Олександрович
Іва́н Олекса́ндрович Баге́нський (пол. Jan Bageński; нар. 25 січня 1883, Сороки — пом. 12 червня 1967, Львів) — львівський архітектор і педагог, член Польського політехнічного товариства з 1920 року та Спілки архітекторів УРСР з 1941 року.

## Біографія
Народився 25 січня 1883 року в місті Сороках Бессарабської губернії Російської імперії (нині Молдова) в родині нотаріуса. Закінчив Олександрівську гімназію в місті Керчі. 1902 року вступив до Варшавського університету на фізико-математичний факультет, однак 1904 року полишив навчання. 1905 року вступив на архітектурний факультет Вищої політехнічної школи у Львові, яку закінчив у 1910 році. 1913 року виїздив на двомісячні курси до Рима, де вивчав архітектуру Відродження. Подорож мала великий вплив на всю подальшу творчість архітектора. Упродовж 1909—1914 років працював у будівельній конторі Войцеха Дембінського. На початку 1915 року склав у Політехніці дипломні іспити і отримав диплом інженера-архітектора з відзнакою. До початку Першої світової війни винаймав віллу на нинішній вулиці Коновальця, 95а.
1915 року виїздив до Севастополя, де працював старшим помічником архітектора Олександра Венсана при спорудженні Морського кадетського корпусу. Розробив у цей період проєкти низки вілл. 1920 року повернувся до Львова. Того ж року став членом Політехнічного товариства. Був членом Кола польських архітекторів, яке діяло в рамках товариства. 26 жовтня 1925 року, 26 листопада 1926 року обирався до правління Кола 4 листопада 1927 року обраний до правління, а також до Сталої делегації архітекторів польських у Варшаві. Від 1922 року — член редакційного комітету часопису «Architekt», органу краківського Технічного товариства. 1933 року входив до журі першого конкурсу на типові проєкти малих приватних будинків, організованого Банком господарства крайового у Варшаві.
Від 1921 року працював у Львівській політехніці. Спочатку як асистент, 1925 року — ад'юнкт, а від 1929 року — професор надзвичайний на кафедрі архітектури І. 1938 року іменований професором звичайним. У 1933—1934 роках обирався деканом кафедри, а 1941 року очолив її. У 1945—1966 роках — керівник кафедри архітектурного проєктування. 1950 року особисто виїздив до Москви на аудієнцію до міністерства, що дозволило врятувати кафедру, яку роком раніше було закрито. Викладав курс «Архітектурна композиція на основі класичних форм». Здійснив наукові подорожі до Стамбула, Венеції, Відня, Парижа, Дрездена, Нюрнберга, Будапешта, Страсбурга. Організував експедицію для вивчення дерев'яного будівництва Карпат. Мешкав в будинку на вулиці Хоронщизна, № 24 (нині — вулиця Чайковського.
У 1950-х роках відійшов від проєктування, зосередившись на викладацькій діяльності. Підготував більше 370 архітекторів. Це зокрема Роман Липка, Тетяна Максим'юк, Роман Мих, Ірина Русанова, Павло Мар'єв, Володимир Блюсюк. Під його керівництвом кандидатські дисертації захистили чотири аспіранти.
Належав до небагатьох представників львівської архітектурної школи, які не покинули Львів після Другої світової війни. Був одним із засновників львівського відділення Спілки архітекторів УРСР. Входив до архітектурної ради обласного відділу у справах архітектури та містобудування. 1958 року став членом-кореспондентом Академії архітектури СРСР. Кілька разів обирався депутатом міської ради. 
Вийшов на пенсію у грудні 1966 року. Помер у Львові 12 червня 1967 року, похований на Личаківському цвинтарі, поле № 1. Незавершеною залишилась монографія Багенського «Розвиток плану житлового будинку, архітектура його інтер'єру та екстер'єру і форм меблів».

## Творчість
Ранні роботи архітектора, як наприклад каплиця в Середньому Бабині, будинок на вулиці Ген. Чупринки, № 68 у Львові ще позначені впливом сецесії. Однак більшість споруд стилістично належать до неокласицизму. Він розробив власну методу трансформації пропорцій класичних ордерів, покликану пристосувати їх до сучасних будівельних норм і технологічних можливостей. Наприкінці міжвоєнного періоду перейшов до функціоналізму. 
Реалізовані проєкти
- Комплекс з двох триповерхових будинків № 6 та № 8 на вулиці Барвінських у Львові, зведені у 1911—1912 роках архітектурним бюро Войцеха Дембінського та Збіґнєва Гедінґера[22].
- Прибутковий будинок Журавської на вулиці Богуна, 6, та Ф. Мончинського — № 8 на тій же вулиці. Споруджені 1911 року фірмою Войцеха Дембінського[23].
- Будинок Л. Гірша на вулиці Коновальця, 44 (1911—1912)[23].
- Будинок на вулиці Ігоря Білозіра, 6 (1912, спільно з Войцехом Дембінським)[24].
- Будинки на вулиці Новаківського, 8-10 (1912—1914)[23].
- Каплиця у селі Бабин Калуського району (1912). Одна з ранніх робіт, у якій помітний вплив сецесії[6].
- Будинки у стилі модерну з елементами класицизму на вулиці Котляревського, 12 (1911), 37 (1912—1913), 37а (1913—1914). Всі споруджені фірмою Войцеха Дембінського[4].
- Будинок на вулиці Чупринки, 68. Проєкт 1913 року, споруджений 1914 фірмою Войцеха Дембінського[25].
- Жіноча Рільнича школа Яніни Карлович на нинішній вулиці Стуса, 38 (1912—1913, спільно з Войцехом Дембінським)[26]. Тепер Інститут біології тварин НААН.
- Житловий будинок на нинішній вулиці Горбачевського, 8 (1913)[27].
- Вілла у Великому Любіні, нині Городоцького району (до 1915 року)[28].
- Серія проєктів приватних вілл у Криму (1918—1919)[29].
- Проєкт передмістя-саду Балаклави на 5000 мешканців (1919)[30].
- Центральний павільйон «Східних торгів», так звана «Підкова» з експресивною орнаментикою у стилі ар деко (1922, у співавторстві з Тадеушем Врубелем, Броніславом Віктором, Віктором Бладою)[31].
- Реконструкція промислового банку у Дрогобичі (1922—1923)[32].
- Будинок у стилі неокласицизму на Алеї Шуха, 6-8 у Варшаві (1924—1925)[33].
- Вілла в стилі неокласицизму на вулиці Франка, 150 (1925). Нині належить Літературно-меморіальному музеєві Івана Франка[24].
- Прибутковий будинок Сільськогосподарського банку в Тернополі на колишній вулиці Міцкевича (1925)[30].
- Костел Святої Трійці за конкурсним проєктом у місті Рудник-над-Сяном у Польщі (конкурс 1923 року[34], будівництво — 1925—1926[14]).
- Вілла у Дзвенигороді (1927—1928)[35].
- Костел Імені Діви Марії в селі Липина у модернізованих необарокових формах. Переобладнаний у 1925—1931 роках за проєктом Багенського зі зруйнованого горілчаного заводу. У радянський час перебудований. Тепер греко-католицька церква[36].
- Парафіяльний костел у Комборні Підкарпатського воєводства (1930—1931)[14].
- Санаторій «Віктор» у Жегестові (Польща). Конкурсний проєкт, реалізований 1932 року. Співавтор Збіґнєв Вардзала, інженер залізобетонних конструкцій — Венчеслав Поніж[37].
- Житлові будинки Фонду військового квартирування в Коломиї (1933—1934)[38].
- Дім Товариства загального страхування збудований у стилі функціоналізму на вулиці Зеленій, 12 (1937—1939, конкурсний проєкт). Нині корпус Медичного університету.
- Кінотеатр у Дрогобичі (1946)[39].
- Проєкти трикімнатних індивідуальних будинків (1947)[39].
- Проєкт сільського клубу (1947)[39].
- Спорткомплекс Львівської політехніки (1952—1953)[14].
- Будинок соціальної опіки і лікарня в Бориславі[15]. Спорудженню передував конкурс 1928 року, на якому проєкт було відзначено. У проєктуванні взяв участь інженер А. Позняк[40].
- Санаторій у селі Шкло Яворівського району.[41].

Реконструкція та реставрація
- Реконструкція інтер'єрів Галицької ощадної каси на вулиці Січових Стрільців, 9 (1921)[42].
- Перебудова у стилі неокласицизму палацу Бельських (нині Будинок вчителя) на вулиці Коперника, 42 (проєкт 1921—1922, реалізація 1921—1923). Застосовано коринфський ордер зі зміненими пропорціями[28].
- Вілла на вулиці Кирила і Мефодія, 15 (1927, спільно з Войцехом Дембінським)[24].
- Реалізований проєкт реставрації інтер'єру і меблів домініканського монастиря (1928)[14].
- Реконструкція фасаду палацу Бесядецьких на площі Галицькій, 10 (1933[14], за іншими даними 1935[4]).

Нереалізовані проєкти
- Перша премія конкурсу на проєкт житлових будинків на вулиці Коперника у Львові (1910)[28].
- Друга нагорода на конкурсі проєктів будинків Земельного кредитного товариства у Львові (1910)[11].
- Проєкт реконструкції Промислового банку у Кракові (1912, почесна відзнака на конкурсі проєктів)[28].
- Проєкт Національного музею у Варшаві у стилі неокласицизму (1925)[43].
- Конкурсний проєкт шпиталю та амбулаторії у Дрогобичі (1928)[14].
- Проєкт дерев'яних сталлей для хорів домініканського костелу у Львові. Затверджений 1931 року, але не реалізований[44].
- Проєкт реставрації замку в Бережанах (1932).[14]

Дім на вулиці Чупринки, 68 у Львові (1910)
Будинки на вулиці Котляревського, 37—37а у Львові (1914)
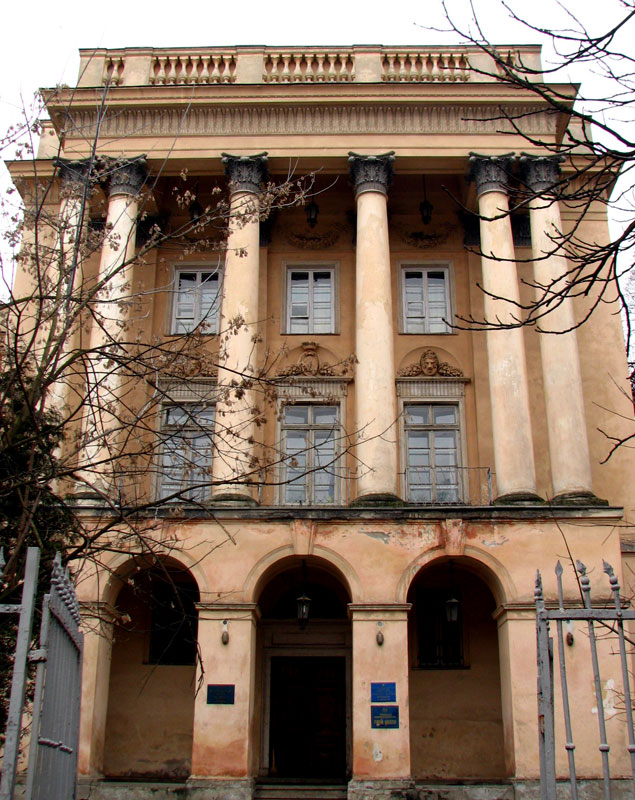
Палац Бєльських у Львові (1923)
Вілла на вулиці Франка, 150 у Львові (1925)
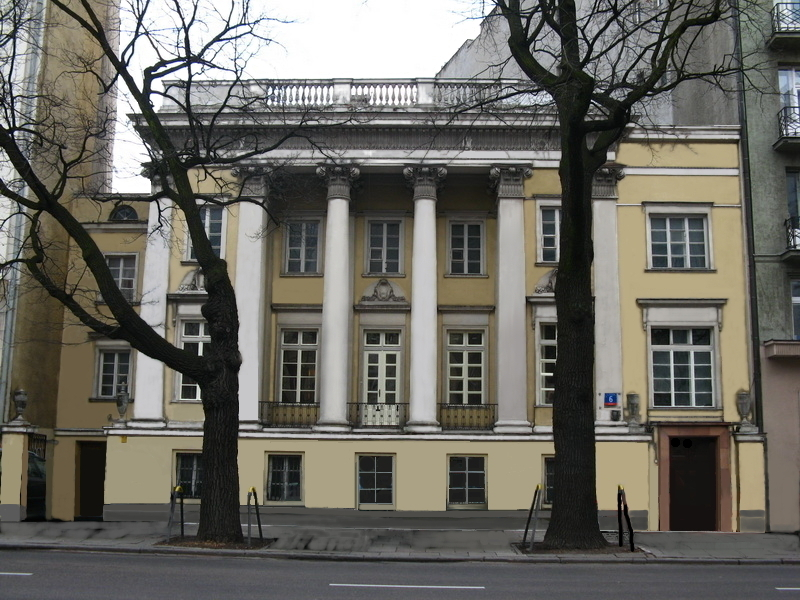
Будинок на алеї Шуха, 6 у Варшаві (1925)
Вілла на вул. Кирила і Мефодія, 15 у Львові (1927)
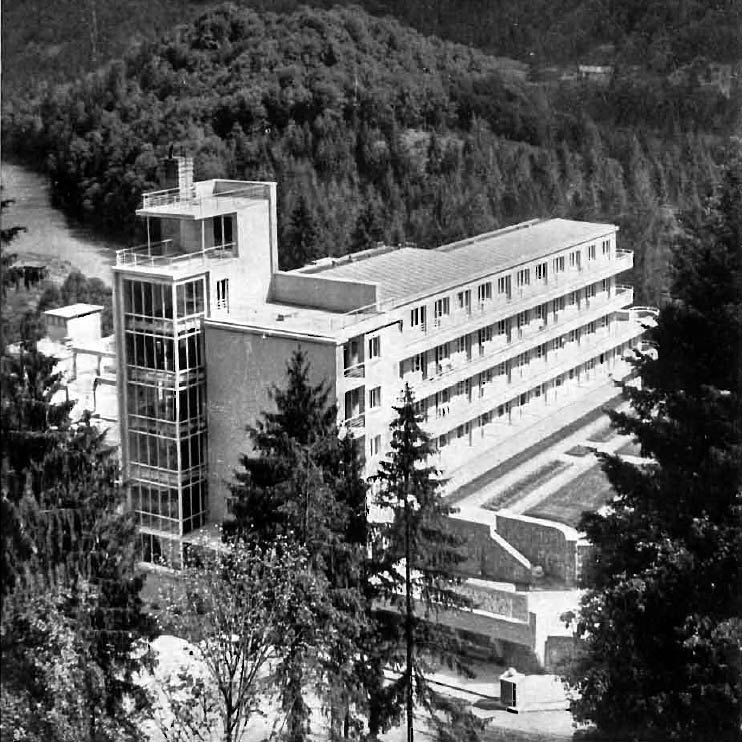
Санаторій «Віктор» у Жегестові (1932)
Корпус Медичного університету у Львові (1939)

## Вшанування
1991 року у Львові в Будинку архітектора відбулась виставка, присвячена творчості архітектора (організатори Богдан Черкес, Тетяна Клименюк, І. Щербаков). 29 березня—3 квітня 1993 року виставка експонувалась у будинку спілки архітекторів на вулиці Фоксаль у Варшаві, у травні — у Вроцлавському музеї архітектури. Були також виставки у Кракові і Катовицях. Існує портрет Багенського, створений 1921 року Марією Стахевич-Долинською (пастель, 60×70).
Доцент Національного університету «Львівська політехніка» Тетяна Клименюк написала дисертацію на здобуття ступеня кандидата архітектури, присвячену діяльності архітектора. За редакцією Тетяни Клименюк 2003 року вийшов посібник «Проектна графіка», де особливостям проєктної графіки Багенського присвячено окремий розділ. 2011 року вийшло друге видання.